# Чиворио (Форли-Чезена)
Чиворио (итал. Civorio) је насеље у Италији у округу Форли-Чезена, региону Емилија-Ромања.
Према процени из 2011. у насељу је живело 24 становника. Насеље се налази на надморској висини од 415 м.